# Sportclub Heerenveen 2021-2022
Questa voce raccoglie le informazioni riguardanti lo Sportclub Heerenveen nelle competizioni ufficiali della stagione 2021-2022.

## Rosa
| N. |                        | Ruolo | Calciatore              |
| -- | ---------------------- | ----- | ----------------------- |
| 1  | Paesi Bassi (bandiera) | P     | Erwin Mulder (capitano) |
| 2  | Paesi Bassi (bandiera) | D     | Syb van Ottele          |
| 4  | Paesi Bassi (bandiera) | D     | Sven van Beek           |
| 5  | Paesi Bassi (bandiera) | D     | Lucas Woudenberg        |
| 6  | Paesi Bassi (bandiera) | C     | Siem de Jong            |
| 7  | Serbia (bandiera)      | C     | Filip Stevanović        |
| 8  | Svezia (bandiera)      | A     | Benjamin Nygren         |
| 10 | Croazia (bandiera)     | C     | Tibor Halilović         |
| 11 | Paesi Bassi (bandiera) | C     | Anthony Musaba          |
| 13 | Svezia (bandiera)      | D     | Rami Kaib               |
| 14 | Kosovo (bandiera)      | D     | Ibrahim Drešević        |
| 15 | Paesi Bassi (bandiera) | D     | Nick Bakker             |
| 16 | Paesi Bassi (bandiera) | A     | Arjen van der Heide     |
| 17 | Svezia (bandiera)      | C     | Rami Hajal              |
| 18 | Paesi Bassi (bandiera) | C     | Hamdi Akujobi           |

| N. |                        | Ruolo | Calciatore           |
| -- | ---------------------- | ----- | -------------------- |
| 19 | Paesi Bassi (bandiera) | C     | Jan Ras              |
| 20 | Paesi Bassi (bandiera) | A     | Sydney van Hooijdonk |
| 22 | Paesi Bassi (bandiera) | P     | Xavier Mous          |
| 23 | Paesi Bassi (bandiera) | P     | Jan Bekkema          |
| 24 | Paesi Bassi (bandiera) | P     | Jaimy Kroesen        |
| 25 | Polonia (bandiera)     | D     | Paweł Bochniewicz    |
| 26 | Marocco (bandiera)     | C     | Anas Tahiri          |
| 27 | Paesi Bassi (bandiera) | D     | Milan van Ewijk      |
| 29 | Danimarca (bandiera)   | C     | Nicolas Madsen       |
| 30 | Bulgaria (bandiera)    | C     | Stanislav Šopov      |
| 33 | Paesi Bassi (bandiera) | C     | Thom Haye            |
| 34 | Paesi Bassi (bandiera) | D     | Timo Zaal            |
| 35 | Paesi Bassi (bandiera) | C     | Djenahro Nunumete    |
|    | Uruguay (bandiera)     | D     | Joaquín Fernández    |
|    | Paesi Bassi (bandiera) | D     | Joost van Aken       |